# Зеленівська сільська рада (Волочиський район)
Зеле́нівська сільська́ ра́да — адміністративно-територіальна одиниця та орган місцевого самоврядування в Волочиському районі Хмельницької області. Адміністративний центр — село Зелена.

## Загальні відомості
- Територія ради: 19,281 км²
- Населення ради: 628 осіб (станом на 2001 рік)

## Населені пункти
Сільській раді були підпорядковані населені пункти:
- с. Зелена

## Склад ради
Рада складалася з 14 депутатів та голови.
- Голова ради: Новак Борис Іванович
- Секретар ради: Канарська Жанна Станіславівна

### Керівний склад попередніх скликань
| Прізвище, ім'я, по батькові | Основні відомості                                                               | Дата обрання | Дата звільнення |
| --------------------------- | ------------------------------------------------------------------------------- | ------------ | --------------- |
| Новак Борис Іванович        | Сільський голова, 1969 року народження, освіта середня спеціальна, безпартійний | 26.03.2006   | 31.10.2010      |
| Новак Борис Іванович        | Сільський голова, 1969 року народження, освіта середня спеціальна, безпартійний | 31.10.2010   |                 |

Примітка: таблиця складена за даними сайту Верховної Ради України

### Депутати
За результатами місцевих виборів 2010 року депутатами ради стали:

#### За суб'єктами висування
| Суб'єкт висування | Кількість обраних депутатів | %    |
| ----------------- | --------------------------- | ---- |
| Самовисування     | 12                          | 85,7 |
| Народна партія    | 2                           | 14,3 |

#### За округами
| № округу       | Прізвище, ім'я, по батькові      | Дата визнання обраним | Освіта             | Партійна приналежність | Відомості про обраного депутата                             |
| -------------- | -------------------------------- | --------------------- | ------------------ | ---------------------- | ----------------------------------------------------------- |
| Народна Партія |                                  |                       |                    |                        |                                                             |
| 7              | Мельник Катерина Федорівна       | 01.11.2010            | середня            | член Народної партії   | Зеленівська сільська рада, бухгалтер                        |
| 8              | Пиндик Олег Вікторович           | 01.11.2010            | середня            | член Народної партії   | ТОВ «Робімакс-Агро», шофер                                  |
| Самовисування  |                                  |                       |                    |                        |                                                             |
| 1              | Канарська Жанна Станіславівна    | 01.11.2010            | середня спеціальна | позапартійна           | Зеленівська сільська рада, секретар                         |
| 2              | Калушевська Тетяна Станіславівна | 01.11.2010            | середня            | позапартійна           | ТОВ «Робімакс-Агро», бухгалтер                              |
| 3              | Брилко Дмитро Анатолійович       | 01.11.2010            | середня            | позапартійний          | тимчасово не працює                                         |
| 4              | Бойчук Андрій Васильович         | 01.11.2010            | середня            | позапартійний          | тимчасово не працює                                         |
| 5              | Брилко Ігор Володимирович        | 01.11.2010            | середня            | позапартійний          | ТОВ «Робімакс-Агро», тракторист                             |
| 6              | Кульчицький Леонід Станіславович | 01.11.2010            | середня            | позапартійний          | тимчасово не працює                                         |
| 9              | Ригула Світлана Едуардівна       | 01.11.2010            | середня            | позапартійна           | Зеленівський сільський клуб, завідувачка                    |
| 10             | Мул Станіслав Іванович           | 01.11.2010            | середня            | позапартійний          | ТОВ «Робімакс-Агро», обліковець                             |
| 11             | Кочмарська Ольга Миколаївна      | 01.11.2010            | середня            | позапартійна           | тимчасово не працює                                         |
| 12             | Вигоняйло Світлана Леонідівна    | 01.11.2010            | середня            | позапартійна           | ТОВ «Робімакс-Агро», зоотехнік                              |
| 13             | Мороз Людмила Михайлівна         | 01.11.2010            | незакінчена вища   | позапартійна           | Зеленівська сільська рада, завідувачка сільської бібліотеки |
| 14             | Підкована Валентина Болеславівна | 01.11.2010            | середня            | позапартійна           | тимчасово не працює                                         |